# Thaumatocypris echinata
Thaumatocypris echinata är en kräftdjursart som beskrevs av G. W. Müller 1906. Thaumatocypris echinata ingår i släktet Thaumatocypris och familjen Thaumatocyprididae. Inga underarter finns listade i Catalogue of Life.